# Tom Clancy's Splinter Cell: Blacklist
Tom Clancy's Splinter Cell: Blacklist je stealth akční adventura vydaná firmou Ubisoft. Jedná se o šestý díl herní série Tom Clancy's Splinter Cell, přesněji o pokračování Splinter Cell: Conviction, která byla vydána v roce 2010. Hra byla vydaná pro Microsoft Windows, PlayStation 3, Wii U a Xbox 360 v Severní Americe 20. srpna 2013, v Austrálii 22. srpna 2013, v Evropě 23. srpna 2013 a v Japonsku 5. srpna 2013 a odehrává z pohledu třetí osoby.
Hráč ovládá po velkou většinu herního času Sama Fishera, tajného agenta, který pracuje pro organizaci Fourth Echelon. Jeho úkolem v tomto dílu série je zastavit teroristickou organizaci Inženýři (anglicky "Engineers"), jejichž cílem je donutit vládu USA k odvolání svých vojáků v cizině. Princip hry je obdobný jako v předešlém díle série (TCSC: Conviction), úkolem hráče je plnit úkoly a eliminovat nepřátele. Ve většině misí si může hráč vybrat, zda úkoly splní nepozorovaně (tedy za použití žádného či minimálního násilí), nebo hrubou silou, tedy za pomoci střelných zbraní. Hra se tak jednak vrací ke kořenům (tedy důrazem na stealth prvky, které byly v předešlém díle upozaděny) a jednak si částečně bere vzor z předešlého dílu, který se zaměřoval na akčnost.
Jedná se o první hru, kterou vytvořilo Ubisoft Toronto, které bylo založeno mateřským Ubisoftem v roce 2009. Hra vznikala pod vedením Maxime Bélanda, který pracoval i na předešlém díle Conviction. Sama Fishera poprvé v rámci série mluví Eric Johnson, který vystřídal Michaela Ironsida. Ubisoft Toronto byl zodpovědný za všechny verze hry až na verzi pro herní konzoli Wii U, kterou vytvořil Ubisoft Shanghai.
Beta verze hry sklidila pozitivní kritiku s výjimkou nového hlasu Sama, který, jak už bylo zmíněno, byl v rámci série poprvé jiný. I po finálním vydání byla hra pozitivně hodnocena s největším důrazem na dobré naplánování jednotlivých misí v režimu pro jednoho hráče, děj hry a multiplayer. Hůře byla hodnocena grafika hry pro údajnou zastaralost. Ubisoft nebyl po třech měsících od zahájení prodeje spokojen s tržbami za hru, které se prodalo za tuto dobu v počtu 2 miliónů kopií.  